# NOW Dance 3
NOW Dance 3 er et dansk opsamlingsalbum udgivet 28. februar 2004 af NOW Music. 

## Spor
1. Junior Jack feat. Robert Smith : "Da Hype" (Vocal Single Version)
2. Gipsy: "Gipsy" (Radio Edit)
3. Blue Ice: "You Keep Me Hanging On" (Radio Version)
4. Fatman Scoop: "Be Faithful" (Highpass Vocal Rmx)
5. Jay Dee: "Plastic Dreams 2003" (Radio Edit)
6. Lasgo: "Surrender" (Radio Hit Mix)
7. Tube & Berger feat. Chrissie Hynde: "Straight Ahead" (Radio Edit)
8. Sugababes: "Hole In The Head" (Full Intention Vocal Mix)
9. Scooter: "Jigga Jigga" (Radio Edit)
10. Bent Fabric: "Shake" (Spanish Fly Radio Edit)
11. Kojak feat. Olive: "Tell Me" (Original Version)
12. Infernal vs. Snap!: "The Cult Of Noise" (Radio Mix)
13. Atomic Kitten feat. Kool & the Gang: "Ladies Night"
14. Erann DD: "Didnt I Tell You That I Love You" (Old School Radio Mix)
15. Lorna: "Papi Chulo... Te Traigo El Mmmm" (Radio Edit)
16. Motorcycle: "As The Rush Comes" (Radio Version)
17. Mr. On vs. Jungle Brothers: "Breathe, Don't Stop" (Radio Edit)
18. Safri Duo feat. Clark Anderson: "All The People In The World" (Cph. Clubbers Remix)